# 장 (춘추)
장(蔣)은 기원전 11세기 ~ 기원전 617년에 존재한 주의 제후국이다. 주공의 셋째 아들인 희백령(姬伯齡)이 장(현재의 허난성 구스 현)에 봉해진 데에서 국명을 장으로 했고 국명인 장을 성으로도 사용했다. 기원전 617년에 초의 공격을 받아 멸망했다.